# Sahorre
Sahorre là một xã trong tỉnh Pyrénées-Orientales, vùng Occitanie phía nam nước Pháp. Xã Sahorre nằm ở khu vực có độ cao 675 mét trên mực nước biển.